# Daniel Küblböck
Daniel Küblböck, född 27 augusti 1985 i Hutthurm, Bayern, död (troligen) 9 september 2018 i Labradorhavet utanför Newfoundland, var en tysk popsångare som kom på tredje plats i den tyska versionen av Idol år 2003. Han blev en kontroversiell kändis, älskad och hatad för sin androgyna utstrålning. År 2003 blev han framröstad som årets mest irriterande personlighet av tyska TV-kanalen ProSieben, och året därefter kom han på andra plats.
Han spelade huvudrollen i filmen Daniel - Der Zauberer (2004), regisserad av Ulli Lommel.
Filmen är rankad som en av de sämsta genom tiderna på IMDb.

## Försvinnande
Küblböck rapporterades försvunnen 9 september 2018 då han ska ha fallit överbord under en kryssning över Atlanten från Hamburg till New York. Sökandet efter honom avslutades dagen efter då chansen att överleva i det kalla vattnet bedömdes som små.